# Länger Leben
Länger Leben ist eine Schweizer Filmkomödie aus dem Jahr 2010. Es ist die erste Filmproduktion des Schweizer Kabarettisten Lorenz Keiser. Der Film kam am 25. November 2010 in die Schweizer Kinos.

## Handlung
Länger Leben erzählt die Geschichte von Max Wanner und Fritz Pollatschek. Wenn es nach den Ärzten geht, haben beide nicht mehr als drei Monate zu leben. Wanner braucht eine neue Leber, Pollatschek ein neues Herz. Nur eine Organtransplantation kann sie jetzt noch retten, doch legale Spenderorgane sind rar. Starchirurg Dr. Egon Schöllkopf hat die Idee: Wer zuerst stirbt, spendet dem anderen das Organ. Es beginnt eine tödliche Freundschaft, welche die beiden Senioren bis in die Fänge der Mafia treibt. Derweil kämpft die jüngere Generation nicht nur mit den widerspenstigen Alten, sondern auch mit vertrackten Beziehungen und verkorksten Lebenszielen.

## Kritiken
„Der eine bräuchte dringend eine neue Leber, der andere ein neues Herz. Nun lernen beide potentiellen Organspender einander kennen. Dieser Einfall ist genial, und nur schon wie Mathias Gnädinger und Nikolaus Paryla die beiden Typen spielen, ist Grund genug, sich Lorenz Keisers Filmkomödie anzuschauen“

„Amüsante Komödie mit viel Charme, Herz und schwarzem Humor“

„Aussenseiter mit Potenzial zur Herbstüberraschung“

## Trivia
- Der Film wurde im September/Oktober 2009 an verschiedenen Drehorten rund um Zürich und Winterthur gedreht.
- Der Kinostart in der deutschsprachigen Schweiz war am 25. November 2010 mit 50 Filmkopien.